# Peperomia disjunctiflora
Peperomia disjunctiflora är en pepparväxtart som beskrevs av Truman George Yuncker. Peperomia disjunctiflora ingår i släktet peperomior, och familjen pepparväxter. Inga underarter finns listade i Catalogue of Life.